# Textículos de Mary
Textículos de Mary & A Banda d'As Cachorra  foi uma banda brasileira de glam/punk rock formada em 1997 na cidade de Recife, Pernambuco. Foi a primeira banda com uma postura abertamente gay do rock brasileiro. Após participar dos festivais como o Abril Pro Rock no ano de 2001, ganhou grande repercussão nacionalmente quando concorreu na categoria Melhor Videoclipe de Artista Revelação do VMB 2002. Apesar da importância histórica para o cenário do rock pernambucano e nacional, a banda encerrou suas atividades precocemente em 2004 devido às diversas pressões que sofria por parte do público e dos seus patrocinadores.

## História

### Formação, início de carreira e espaço na mídia
A história começa em 1997 ano em que o percussionista Linaldo Batista (Loira Negra) começou a namorar a mãe do vocalista Fábio Mafra (Chupeta). Os dois tornam-se parceiros de composições e têm a ideia de montar uma banda com outros amigos. O primeiro show foi em 1998 no 4º Festival de Música Venusiana do Bem, realizado pelo grupo de artistas Molusco Lama, na extinta Soparia, de Roger de Renor, no Pina. Nesta ocasião, a formação da banda contava com os vocais de Chupeta (Fábio Mafra), Lollypop (Henrique Durand) e Silene Lapadinha (Tony, vocal), além do acompanhamento de Bambi (Adriano Salhab) na guitarra, Friuílli (Karin Schmalz) nos teclados e Loira Negra (Linaldo Batista) na percussão. Logo a banda já estava tocando em diversos bares de Recife.[carece de fontes?]
Os shows eram marcados com maquiagens pesadas e simulações de sexo no palco. Ao adotar uma postura em palco escrachada, agressiva, sensual e, às vezes, escatológica, a banda gerou bastante polêmica na cena musical recifense, recebendo repúdio por parte do público, mas também foi um fator que chamou mais ainda atenção para seu trabalho.
Desta maneira, em 2000, a banda participou do festival o PE no Rock, do Festival de Inverno de Garanhuns e o Rec Beat. Mas a apresentação que mais abriu portas ao grupo foi no festival Abril Pro Rock no ano de 2001.[carece de fontes?]

### O convite da gravadora e o lançamento do álbum Cheque Girls
Toda a polêmica gerada nas apresentações da banda nos festivais, principalmente no Abril Pro Rock no ano de 2001, chamou a atenção da mídia. Naquele mesmo ano, os Textículos de Mary foram convidados a participar do programa Gordo a Go-Go, o que proporcionou o contato da gravadora Deckdisc com a banda.[carece de fontes?]
Assim, ainda em 2001, os Textículos de Mary assinaram um contrato com a gravadora Deckdisc que previa o lançamento de 3 álbuns com a possibilidade de um quarto álbum. Em 2002, gravaram o primeiro álbum, Cheque Girls.[carece de fontes?]
A gravadora pressionou muito durante o processo de gravação do primeiro disco, solicitando mudanças nas letras das canções e exigindo uma produção mais requintada no primeiro videoclipe. Isso porém desagradou a banda que acreditava que o videoclipe destoava de sua proposta punk. Apesar disso, o videoclipe da canção "Propóstata" foi bem aceito pela crítica e, inclusive foi indicado à categoria de Melhor Videoclipe de Artista Revelação do VMB 2002. A banda venceu o Prêmio da Associação Paulista de Críticos de Arte (Troféu APCA) de Melhor Grupo no mesmo ano.
Com o álbum gravado e se valendo da divulgação proporcionada pela gravadora, eles foram convidados para vários programas na TV, como o Super Pop, Musikaos, Clodovil Abre o Jogo e outros. E neste momento, os produtores da se depararam com uma dificuldade prática de conseguir um espaço na mídia que fosse "adequado" ao conteúdo das apresentações da banda. Isso fez com que a banda voltasse a ficar praticamente restrita aos circuitos de festivais.[carece de fontes?]
Numa tentativa de superar a frustração que a banda sentiu com relação ao primeiro videoclipe e com a situação pós lançamento na mídia, o segundo videoclipe, feito para a música "Todinha Sua (She - Ra)", foi produzido de forma independente pelos próprios integrantes da banda. Porém isso não foi o suficiente para resolver o crescente clima de tensão em que a banda se via envolvida.[carece de fontes?]

### A falta de espaço para apresentações e o fim da banda
Sem um empenho dos produtores, a banda se via numa situação em que havia poucas apresentações por ano (a maioria em festivais) e uma estrutura relativamente cara para se sustentar. Soma-se a esse cenário a falta de aceitação à época por parte do público em geral.
Em 2003, a banda apresentou à Deckdisc uma demo intitulada "Bissexuástica" do que seria o segundo álbum dos Textículos de Mary. Mas diante de toda polêmica e o impasse sobre os locais para apresentar e divulgar a banda, a gravadora preferiu rescindir o contrato. Eles ainda receberam a proposta de gravar o segundo disco por outro selo, mas teriam que obedecer a condição de inserir o nome do mesmo na banda, proposta tal que foi recusada. O conteúdo da demo foi disponibilizado pela internet por Fábio Mafra, numa forma de divulgação através de outras mídias, mas sem grande sucesso à época.[carece de fontes?]
Tudo isso gerou uma grande crise na banda que culminou numa apresentação no dia 29 de julho de 2004, em uma noite insólita no Teatro do Parque no Projeto Seis e Meia abrindo para Eduardo Dusek. O público do evento, notadamente mais conservador, repudiou a apresentação dos Textículos de Mary, chegando a chamar a polícia e causando muito tumulto no evento. A banda teve seu show interrompido e decidiu naquele instante encerrar suas atividades.[carece de fontes?]

## Integrantes
- Chupeta, Silene Lapadinha e Lollypop — (vocais)
- Loiranêgra — (percussão)
- Bambi e Kaiadroga — (guitarra)
- Dúbia Keitesuelen — (baixo)
- Scarlet Cavalera - bateria

## Discografia

### Álbuns de estúdio
| Ano  | Detalhes do álbum                                  | Certificações (vendas certificadas) |
| ---- | -------------------------------------------------- | ----------------------------------- |
| 2002 | Cheque Girls - Lançado: 2002 - Gravadora: Deckdisc |                                     |

### Demos
- 1999 - Xivúla
- 2000 - Tivira
- 2003 - Bissexuástica